# Jules-Albert de Dion

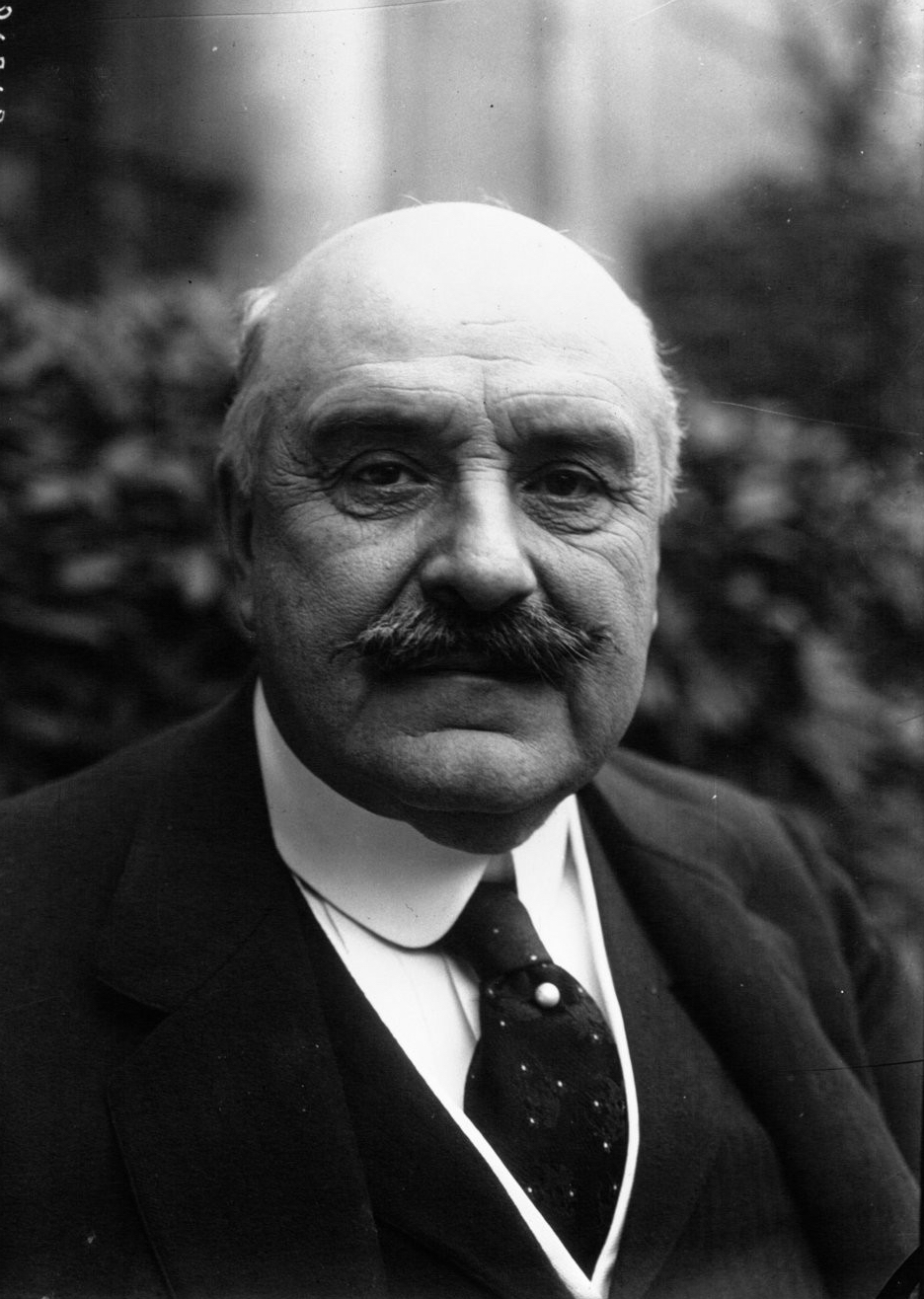
Albert de Dion
(1936)

Jules Philippe Félix Albert de Dion Wandonne de Malfiance, genoemd Jules-Albert de Dion ofwel Albert, markies de Dion (Carquefou, 9 maart 1856 - Parijs, 19 augustus 1946) was een Frans industrieel. Hij was een van de voortrekkers van de auto en richtte samen met Bouton het bedrijf De Dion-Bouton op dat auto's vervaardigde. Hij won op 22 juli 1894 de race van Parijs naar Rouen voor 31 andere deelnemers in een De Dion-Bouton. In 1895 was hij stichter van de Automobile-Club de France.

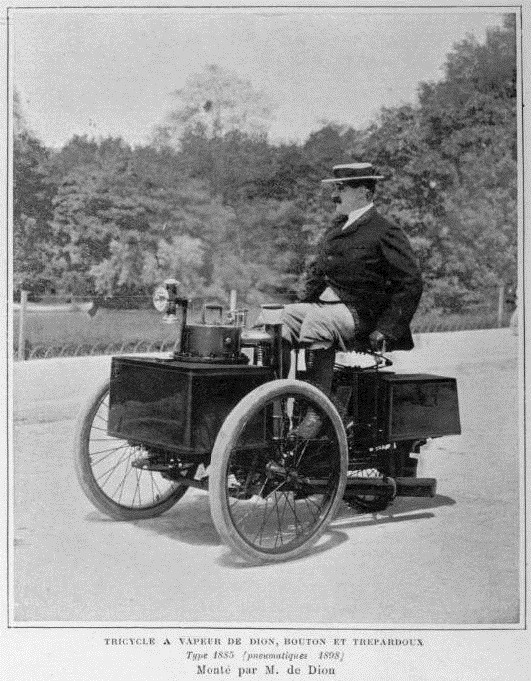
Albert de Dion op een stoomdriewieler
(1898)